# David Amat
 (mars 2019).
Si vous disposez d'ouvrages ou d'articles de référence ou si vous connaissez des sites web de qualité traitant du thème abordé ici, merci de compléter l'article en donnant les références utiles à sa vérifiabilité et en les liant à la section « Notes et références ».
Pour les articles homonymes, voir Amat.
Pas d'image ? Cliquez ici

a Compétitions nationales et continentales officielles uniquement.

b Matchs officiels uniquement.
David Amat, né le 20 novembre 1969 à Narbonne, est un joueur français de rugby à XIII.

## Palmarès

### Détails en sélection
| 1. | 13 décembre 1992 | Pays de Galles  | 18-19 | Test-match | Remplaçant      | - | - | - | - |
| 2. | 7 mars 1993      | Grande-Bretagne | 6-48  | Test-match | Troisième ligne | - | - | - | - |
| 3. | 2 avril 1993     | Grande-Bretagne | 6-72  | Test-match | Remplaçant      | - | - | - | - |